# Anabasis Alexandri

Alexandri anabasis, 1575

Anabasis Alexandri, (Grekisk titel: Αλεξάνδρου Ανάβασις), Alexanders expedition av den grekiskfödde romerske konsuln och författaren Arrianos, är ett av de viktigaste historiska verken om Alexander den Store och hans erövring av perserriket i slutet av 300-talet f.Kr. Verket skrevs sannolikt i Aten under 130-talet e.Kr., alltså ca 450 år efter Alexanders död 323 f.Kr.
Det grekiska ordet anabasis står för en resa eller expedition från en kustlinje mot det inre av ett land. Ordet katabasis står för motsatsen, en resa eller expedition från det inre av ett land mot kusten. 
Arrianos verk om Alexander är ett av de få som överlevt intakt till våra dagar. Han använde flera samtida källor som nu har gått förlorade, till exempel general Ptolemaios, Kallisthenes (brorson till Alexanders lärare Aristoteles), Onesikritos, Alexanders amiral Nearchos, Aristobulus, samt ett något senare verk av Kleitarchos. 
Arrianos skrift är främst en militär redogörelse, och berättar mycket lite om Alexanders liv i övrigt.

## Svenska översättningar
- Alexander den store och hans krigiska bragder (översättning Ivar A. Heikel) (Geber, 1944)
- Alexander den store (översättning Ingemar Lagerström) (Wahlström & Widstrand, 2003)